# Teófilo Urdánoz
Teófilo Urdánoz Aldaz, O.P., (Echarri, Navarra, 6 de febrero de 1912 - Santo Domingo el Real, Madrid, 8 de junio de 1987) fue un sacerdote, fraile dominico, filósofo, teólogo e historiador de la Filosofía español. Completó la obra de fray Guillermo Fraile, Historia de la Filosofía (1956-1985) en la editorial BAC, que este había dejado inconclusa a su muerte en 1970.

## Biografía
Nació en Echarri (Navarra) el 6 de febrero de 1912. Sus padres, humildes labradores, tuvieron nueve hijos, siendo Teófilo el menor de todos. Su hermano, Tomás Urdánoz, O.H., fue martirizado el 30 de julio de 1936 en Calafell (Tarragona). Teófilo fue bautizado el mismo día de su nacimiento en la Iglesia de San Esteban protomártir de Echarri. Teófilo fue orientado hacia la Orden dominicana por el maestro del pueblo.
El 17 de agosto de 1927 tomó el hábito dominicano en el monasterio de Corias (Asturias) y profesó el 18 de agostó de 1928. Ese mismo año inicia los estudios de filosofía en el Studium Generale de Corias. Al terminar el segundo curso (1930) es enviado a al Convento de San Esteban de Salamanca para continuar cursar allí el último año de filosofía (1930-1931) y los tres primeros de teología (1931-1934). El 28 de octubre de 1934 es ordenado sacerdote en Zamora. El cuarto curso de teología (1934-1935) lo hace en Walberberg (Alemania) y regresa a Salamanca para cursar el quinto curso (1935-1936), culminándolo con el título de Lector (el doctorado en la Orden de Predicadores). En 1936 es enviado a Roma para hacer el doctorado en la Universidad Pontificia de Santo Tomás de Aquino y un curso de Paleografía en el Vaticano. En 1938 regresa a España y ejerce de capellán militar. En 1939 le destinan al Colegio Apostólico de Corias como profesor de Francés e Historia. En 1940 le llaman al Studium Generale de Salamanca, para que ejerza como profesor de filosofía. Enseña Introducción, Lógica y Metafísica hasta 1942. Ese año le confían la enseñanza de Teología moral, asignatura que impartirá hasta 1960. En 1948 se hace cargo de la dirección de la revista La Ciencia Tomista, sucediendo en el cargo a Vicente Beltrán de Heredia O.P. Sólo ocupará ese cargo durante un año, abandonándolo en 1949 y dejándolo en manos de Manuel Tuya, O.P.
En 1960 le envían a la Universidad de Friburgo como profesor extraordinario de Teología moral especulativa, cargo que ejerce hasta 1965. En 1963 recibe el título de Maestro en Sagrada Teología (el máximo título académico concedido por la Orden de Predicadores) y durante el Concilio Vaticano II ejerce de perito asesor del Maestro General de la Orden, Aniceto Fernández, O.P., junto a su compañero de hábito el P. Santiago Ramírez, O.P. En 1965 regresa a España para dirigir el Instituto de Filosofía de Las Caldas de Besaya y su revista, Estudios Filosóficos. En 1970 es destinado a Salamanca no como profesor, sino como investigador para que pueda dar término a la Historia de la filosofía del P. Guillermo Fraile, O.P., fallecido repentinamente ese año. En 1973 sus superiores lo envían al Convento de San Domingo el Real de Madrid, donde continúa trabajando en la continuación de la Historia de la filosofía del P. Fraile.
En 1980 es nombrado Socio de la Pontificia Academia de Santo Tomás de Roma. Muere el día 8 de junio de 1987.
Perteneció a la estirpe de dominicos estrictamente tomistas que se formó en torno al Convento de San Esteban de Salamanca en la primera mitad del siglo XX, junto a los padres Santiago Ramírez, Victorino Rodríguez, Vicente Beltrán de Heredia, Guillermo Fraile, Manuel Cuervo, Alonso Lobo, Antonio Royo Marín, Aniceto Fernández Alonso, Venancio Carro, Francisco Pérez Muñiz, etc.

## Distinciones y reconocimientos
- Maestro en Sagrada Teología (1963), el más alto título académico que concede la Orden de Predicadores.
- Socio de la Pontificia Academia de Santo Tomás de Roma (desde 1980).

## Obras

###### Libros[2]
- Estudios ético-jurídicos en torno a Vitoria. En el IV Centenario del Maestro Salmantino. Aparte de La Ciencia Tomista (Salamanca, 1947).

- Tratado de las virtudes y dones en general. Traducción y comentario a la Suma Teológica, I-II, qq. 49-70. Madrid, BAC, 1954.

- Tratado de la bienaventuranza y de los actos humanos. Traducción y comentario a la Suma Teológica, I-II, qq. 1-21. Madrid, BAC, 1954.

- Tratado de la religión, las virtudes sociales y la fortaleza. Traducción y comentario a la Suma Teológica, II-II, qq. 80-140. Madrid, BAC, 1955.

- Tratado de la justicia. Traducción y comentario a la Suma Teológica, II-II, qq. 57-59. Madrid, BAC, 1956.
- Tratado de la fe y de la esperanza. Traducción y comentario a la Suma Teológica, II-II, qq. 1-22. Madrid, BAC, 1959.

- Existencialismo y filosofía de la existencia humana. Aparte de Estudios Filosóficos (Las Caldas de Besaya, 1960).

- Desarrollo de los pueblos (Ed. OPE, Pamplona, 1967).

En 1970 moría el P. Guillermo Fraile, O.P., dejando inconclusa su monumental Historia de la filosofía (Biblioteca de Autores Cristianos). De modo que se le encomendó al P. Urdánoz continuar la obra donde la había dejado su compañero de hábito. Así lo hizo:
- Historia de la filosofía, vol. IV, Siglo XIX. Kant. Idealismo. Espiritualismo (Madrid, BAC, 1975, 1ª ed.).
- Historia de la filosofía, vol. V, Siglo XIX. Socialismo. Materialismo. Positivismo. Kierkegaard y Nietzche (Madrid, BAC, 1975, 1ª, ed.).
- Historia de la filosofía, vol. VI, Siglo XX. De Bergson al final del existencialismo (Madrid, BAC, 1978, 1ª, ed.).
- Historia de la filosofía, vol. VII, Siglo XX. Filosofía de las ciencias. Neopositivismo y filosofía analítica (Madrid, BAC, 1984, 1ª ed.).
- Historia de la filosofía, vol. VIII, Siglo XX. Neomarxismo. Estructuralismo. Filosofía de inspiración cristiana (Madrid, BAC, 1985, 1ª ed.).

Los cinco volúmenes han tenido varias ediciones y reimpresiones en la Biblioteca de Autores Cristianos, editorial que posee la obra completa: los tres (o cuatro, según la edicicón) volúmenes del P. Fraile y los cinco volúmenes del P. Urdánoz, ocho en total . Además, tuvo que revisar y publicar la Historia de la filosofía española escrita por el P. Fraile, el cual iba a publicarla cuando le sorprendió la muerte (la edición mantuvo al P. Fraile como autor y al P. Urdánoz como revisor): 
- Historia de la filosofía española, vol. I, Desde Ia época romana hasta fines del siglo XVIII (Madrid, 1971, 1ª ed.).
- Historia de la filosofía española, vol. II, Desde Ia Ilustración (Madrid, 1972, 1ª ed.).

Además ha editado las relecciones de Francisco de Vitoria, O.P., en un volumen publicado por la BAC con comentarios: 
- Francisco de Vitoria. Relecciones. Edición crítica, traducción y comentarios (Madrid, BAC, 1960).

###### Colaboración en obras colectivas[2]
- "Las tendencias actuales en Teología espiritual a la luz de la Teología mística", Congreso de ciencias eclesiásticas de Salamanca. Barcelona, 1957: 137-187.
- "Teología de la obediencia religiosa", en Actas del Congreso Nacional de apostolado y perfección, III, Madrid, 1958: 170-203.
- "Problemática general y principios de toda moral profesional", en XV Semana Social de España, 1956: 19-61.
- "La libertad en el orden moral", en Semana Española de Filosofía, 1957: 350-394.
- Teología dogmática y teología espiritual. Barcelona, Ed. J. Flors, 1957, págs. 137-187.
- "Caridad social, alma y complemento del orden social", en Anales de Moral Social y Económica, vol. I, Madrid, 1962, págs. 11-41.
- "Participación activa de los obreros en la vida de la empresa", en Anales de Moral Social y Económica, vol. IV, Madrid, 1963.
- "La naturaleza teológica de los Concilios Ecuménicos y la Colegialidad", en Los Concilios y la Colegialidad Episcopal, Madrid, CSIC, 1964.

###### Artículos[7]
- "La mediación de María en la teología moderna", en La Vida Sobrenatural, 31 (1936): 334-344.
- "La necesidad de la fe explícita para salvarse, según los teólogos de la Escuela Salmantina", en La Ciencia Tomista, 59 (1940): 398-414, 529-553. Extracto de su tesis doctoral.
- "La necesidad de la fe explícita para salvarse, según los teólogos de la Escuela Salmantina", en La Ciencia Tomista, 60 (1941): 109-134. Extracto de su tesis doctoral.
- "La necesidad de la fe explícita para salvarse, según los teólogos de la Escuela Salmantina", en La Ciencia Tomista, 61 (1941): 83-107. Extracto de su tesis doctoral.
- "El principio de causalidad", en La Ciencia Tomista, 61 (1941): 163-188.
- "La teología del acto sobrenatural en la Escuela Salmantina", en La Ciencia Tomista, 62 (1942): 121-145.
- "La teología del acto sobrenatural en la Escuela Salmantina", en La Ciencia Tomista, 63 (1942): 5-29.
- "La catolicidad de las leyes de Indias", en La Ciencia Tomista, 64 (1943 ): 347-351.
- "La justicia legal y el nuevo orden social", en La Ciencia Tomista, 65 (1943): 1-14.
- "La obligación de las leyes del Estado y el abuso de los precios", en La Ciencia Tomista, 65 (1943): 233-250.
- "Santo Tomás y el orden social cristiano", en Cisneros 3 (1943): 13 y sigs.
- "Santo Tomás de Aquino y la personalidad humana", en La Ciencia Tomista, 66 (1944): 188-198.
- "La justicia legal y el nuevo orden social", en La Ciencia Tomista, 67 (1944): 200-233.
- "Juan de Santo Tomás y la trascendencia sobrenatural de la gracia santificante", en La Ciencia Tomista, 69 (1945): 49-90.
- "Distinción entre el Derecho y la Moral", en La Ciencia Tomista, 70 (1946): 336-348.
- "La inhahitación del Espíritu Santo en el alma del justo", en Revista Española de Teología, 6 (1946): 465-533.
- "Vitoria y el concepto de Derecho natural", en La Ciencia Tomista, 72 (1947): 229- 288.
- "Vitoria y el concepto de Derecho natural", en Anuario de la Asociación Francisco de Vitoria, 8 (1948): 261-333.
- "Vitoria y la concepción del poder público", en La Ciencia Tomista, 73 (1947): 234- 285.
- "Influjo causal de las Divinas Personas en la inhahitación en las almas justas", en Revista Española de Teología, 8 (1948): 143-202.
- "El sentido cristiano de la democracia y la teoría clásica del Poder Público", en La Ciencia Tomista, 74 (1948): 240-293.
- "Teoría de los valores", en Actas del Congreso Internacional de Filosofía. Barcelona, 1948, II, págs.: 933-960.
- "Filosofía de los valores y filosofía del ser", en La Ciencia Tomista, 76 (1949): 86-112.
- "La conciencia moral en Santo Tomás y los sistemas morales", en La Ciencia Tomista, 79 (1952): 529-576.
- "Esencia y proceso psicológico del acto libre según Santo Tomás", en Estudios Filosóficos, 21 (1953): 291-318.
- "El problema del orden moral y sus normas según Santo Tomás", en La Ciencia Tomista, 81 (1954): 241-275.
- "La teoría de los hábitos en la Filosofía moderna", en Revista Española de Filosofía, 13 (1954): 89-124.
- "El precepto de la perfección", en La Vida Sobrenatural, 57 (1955): 164-176.
- "Las dotes del alma en la gloria", en La Vida Sobrenatural, 57 (1955): 401-412.
- "El pecado filosófico", en Revista Española de Filosofía, (1955): 550-559.
- "Las tendencias actuales en Teología espiritual a la luz de la Teología mística", en La Ciencia Tomista, 82 (1955): 225-284.
- "Las dotes del alma en la gloria", en La Vida Sobrenatural, 58 (1956): 24-33.
- "Teología de la obediencia religiosa", en La Ciencia Tomista, 83 (1956): 219-270.
- "Teología de la virtud de la obediencia", en La Vida Sobrenatural, 57 (1956): 249-265.
- "The Glory of God", en Cross and Crown, 8 (1956): 202-215.
- "La teoría del medio virtuoso y la motivación de la virtud", en Revista Española de Teología, 16 (1956): 53-63.
- "La libertad en el orden moral", en Estudios Filosóficos, 5 (1956): 5-43.
- "Lo mudable y lo inmutable en la Iglesia", en Revista Española de Teología, 17 (1957): 79-96.
- "Sociología y Psicoanálisis", en Estudios Filosóficos, 6 (1957): 137-151.
- "La unión de los Institutos Religiosos", en La Ciencia Tomista, 84 (1957): 75-93.
- "Para una filosofía y teología de la esperanza", en La Ciencia Tomista, 84 (1957): 549-612.
- "La justicia del buen gobierno en la teología de Santo Tomás", en Rev. de Est. Pol., 60 (1957): 99-133.
- "Los dones del Espíritu Santo correspondientes a la fe", en Teol. Espiritual, 2 (1958): 395-419.
- "La finalidad del mundo", en Estudios Filosóficos, 8 (1959): 233-241.
- "Aspectos de la psicología de la fe", en Revista Española de Teología, 19 (1959): 5-38.
- "Universal obedience", en Cross and Crown, 2 (1960): 23 y sigs.
- "La Universidad Católica de Friburgo de Suiza", en La Ciencia Tomista, 88 (1961): 591-617.
- "La Universidad Católica de Friburgo de Suiza", en Verdad y Vida, 19 (1961): 551-573.
- "El Concilio Ecuménico y la reforma de la Iglesia según Francisco de Vitoria", en Miscelánea Comillas, 34-35 (1961): 119-151.
- "Caridad social, alma y complemento del orden social",  en Sapientia, 17 (1962): 7-36.
- "Participación activa de los obreros en la vida de la empresa", en La Ciencia Tomista, 89 (1962): 383-423, 543-579.
- "Los Concilios y la Colegialidad Episcopal", en La Ciencia Tomista, 91 (1964): 431- 580.
- "La presencia de la filosofía perenne y tomista", en Estudios Filosóficos, 15 (1966): 21-66.
- "En torno al diálogo con el marxismo", en Estudios Filosóficos, 15 (1966): 149-153.
- "Actualidad del ideario internacionalista de Francisco de Vitoria", en Estudios Filosóficos, 15 (1966): 243-313.
- "La crisis de la religión en el pensamiento de Bonhoeffer", en Estudios Filosóficos, 15 (1966): 569-572.
- "I Reunión de Profesores de Filosofía en Comillas", en Estudios Filosóficos, 15 (1966): 573-585.
- "De momento traditionis tractandae in Ecclesiologia", en Angelicum, 43 (1966): 396-405.
- "Pacifismo y guerra -justa, Vitoria y el Vaticano II", en Estudios Filosóficos, 16 (1967): 5-64.

###### Boletines[7]
- "Boletín de Teología Dogmática", en Revista Española de Teología, 1 (1940-1941): 611-641.
- "Boletín de Teología Moral", en La Ciencia Tomista, 68 (1945): 230-285.
- "Boletín de Filosofía Existencial", en La Ciencia Tomista, 71 (1946): 116-162, 466- 534.
- "Boletín de Teología Moral", en La Ciencia Tomista, 75 (1948): 116-147.

### Obra
Teófilo Urdánoz O.P. (1937-1964). «Colección artículos». La Ciencia Tomista. Consultado el 3 de marzo de 2014.
- Dialnet. «Teófilo Urdanoz O.P. Periodo 1957 - 1977». Consultado el 3 de marzo de 2014.

### Biografías y análisis
- Rodríguez O.P., Victorino (julio de 1987-agosto-septiembre). «In memoriam: Teófilo Urdánoz Aldaz, O.P. (1912 - 1987)».  En Fundación Speiro, ed. Verbo. XXVI (257-258): 769-783. ISSN 0210-4784. Consultado el 3 de marzo de 2014.

- Datos: Q16639294